# Перелік ракетних ударів під час російського вторгнення (осінь 2024)
Перелік ракетних ударів які завдають обидві сторони війни під час російського вторгнення в Україну, інформація про які була опублікована у відкритих джерелах.
Без ударів некерованими ракетами авіації, артилерії, РСЗВ та комплексів С-300.

## Засоби ураження
| назва      | назва         | носій          | тип                                                 | створено | дальність | бойова частина          | КІВ       |
| ---------- | ------------- | -------------- | --------------------------------------------------- | -------- | --------- | ----------------------- | --------- |
| Shahed 136 | —             | —              | дрон-камікадзе                                      | 2020     | 2500 км   | 46,5 кг (51 кг серія К) | 5-15 м    |
| Х-31       | —             | авіація        | авіаційна ракета класу «повітря-поверхня»           | 1988     | 110 км    | 87 кг                   | 10-15 м   |
| 5В55       | —             | С-300          | зенітна ракета                                      | 1970     | 75 км     | 130 кг                  | 50-100 м  |
| 48Н6       | —             | С-300, С-400   | зенітна ракета                                      | 1990     | 150 км    | 145 кг                  | 30-50 м   |
| Х-35       | «Звєзда»      | авіація        | крилата протикорабельна ракета                      | 1973     | 300 км    | 145 кг                  | 5-10 м    |
| Х-59       | «Овод»        | авіація        | авіаційна ракета класу «повітря-поверхня»           | 1975     | 45 км     | 148 кг                  | 10-20 м   |
| 48Н6М      | —             | С-300, С-400   | зенітна ракета                                      | 2007     | 200 км    | 150 кг                  | 10-30 м   |
| 48Н6ДМ     | —             | С-300, С-400   | зенітна ракета                                      | 2007     | 250 км    | 180 кг                  | 10-20 м   |
| Х-38       | —             | авіація        | авіаційна ракета класу «повітря-поверхня»           | 2012     | 40 км     | 250 кг                  | 5-10 м    |
| 3М55       | П-800 «Онікс» | флот           | універсальна протикорабельна ракета                 | 1987     | 600 км    | 300 кг                  | 10-20 м   |
| 3M22       | «Циркон»      | флот           | протикорабельна крилата ракета                      | 2021     | 1000 км   | 300 кг                  | 5-10 м    |
| Х-69       | —             | авіація        | крилата ракета класу «повітря-поверхня»             | 2022     | 290 км    | 310 кг                  | 10-20 м   |
| Х-29       | —             | авіація        | авіаційна ракета класу «повітря-земля»              | 1980     | 30 км     | 317 кг                  | 5-20 м    |
| Х-101      | —             | Ту-95, Ту-160  | стратегічна крилата ракета класу «повітря-поверхня» | 1999     | 5500 км   | 400 кг                  | 10-20 м   |
| 3М14       | «Калібр»      | флот           | крилата ракета                                      | 2012     | 2600 км   | 450 кг                  | 10-20 м   |
| 9М723      | «Іскандер»    | «Іскандер-М»   | балістична ракета класу «поверхня-поверхня»         | 2011     | 400 км    | 480 кг                  | 5-10 м    |
| 9М728      | «Іскандер»    | «Іскандер-К»   | крилата ракета класу «поверхня-поверхня»            | 2008     | 500 км    | 480 кг                  | 5-7 м     |
| 9М729      | «Іскандер»    | «Іскандер-К»   | крилата ракета класу «поверхня-поверхня»            | 2018     | 1500 км   | 480 кг                  | 5-7 м     |
| 9М79       | «Точка»       | 9К79 «Точка»   | ракета тактичного ракетного комплексу               | 1973     | 70 км     | 482 кг                  | 100-150 м |
| 9М79-1     | «Точка-У»     | 9К79 «Точка-У» | ракета тактичного ракетного комплексу               | 1989     | 120 км    | 482 кг                  | 30-50 м   |
| KN-23      | Hwasong-11Ga  | —              | тактична балістична ракета                          | 2018     | 550 км    | 500 кг                  | 5-10 м    |
| Х-47М2     | «Кинджал»     | МіГ-31К        | аеробалістична ракета                               | 2017     | 2000 км   | 500 кг                  | 10-20 м   |
| Х-22       | «Буря»        | Ту-22          | крилата протикорабельна ракета                      | 1962     | 330 км    | 950 кг                  | 500-700 м |

## Ракетні удари

### Вересень
- Ракетний удар по Полтаві 3 вересня 2024 року

Зафіксовано щонайменше 151 ракету з російського боку. 48 ракет було перехоплено силами ППО, щонайменше 1 ракета передчасно впала/не здетонувала.
| Удари завдані Україною | Удари завдані Україною | Удари завдані Україною | Удари завдані Україною                                                                             | дата                       | Удари завдані Росією                                                                         | Удари завдані Росією  | Удари завдані Росією | Удари завдані Росією     | Удари завдані Росією                                                                          |
| регіон                 | місце                  | ракети                 | влучання                                                                                           | дата                       | регіон                                                                                       | місце                 | ракети               | ракети                   | влучання, загиблі/поранені                                                                    |
| ---------------------- | ---------------------- | ---------------------- | -------------------------------------------------------------------------------------------------- | -------------------------- | -------------------------------------------------------------------------------------------- | --------------------- | -------------------- | ------------------------ | --------------------------------------------------------------------------------------------- |
|                        |                        |                        | | 01.09.2024                 | Сумська обл.                                                                                 | Верхня Сироватка      | 0/1                  | Іскандер-М               | ураження фермерської техніки яку видали за військову колону, жертви: 1/4                      |
| Суми                   | 0/1                    | —                      | удар по центру соціально-психологічної реабілітації дітей, дитячому будинку та житлу, жертви: 0/18 | 01.09.2024                 | Сумська обл.                                                                                 |                       |                      |                          |                                                                                               |
| Харківська обл.        | Харків                 | 0/13                   | Іскандер-М                                                                                         | 01.09.2024                 | ураження багатоповерхового житла, дитячих майданчиків та Палацу спорту, жертви: 0/45         |                       |                      |                          |                                                                                               |
| Україна                | Україна                | ракета GMLRS           | засоби комплексу С-300                                                                             | 02.09.2024                 | Україна                                                                                      | Україна               | 22/35                | Іскандер-М/KN-23, Х-101* | перехоплено українською ППО                                                                   |
|                        |                        |                        | | 02.09.2024                 | Київ                                                                                         | Київ                  | 22/35                | Іскандер-М/KN-23, Х-101* | пошкоджена пішохідна інфраструктура, заклади освіти та нежитлові споруди, жертви: 0/2         |
| Харківська обл.        | Харків                 | KN-23                  | удар по садовому товариству в Індустріальному районі міста                                         | 02.09.2024                 |                                                                                              |                       | 22/35                |                          |                                                                                               |
| Запорізька обл.        | Запоріжжя              | —                      | —                                                                                                  | 02.09.2024                 | відомо про ракетний обстріл житлових будинків міста, жертви: 2/2                             |                       |                      |                          |                                                                                               |
| Дніпропетровська обл.  | Дніпро                 | —                      | —                                                                                                  | 02.09.2024                 | пошкоджено житлові будинки, жертви: 1/6                                                      |                       |                      |                          |                                                                                               |
| 03.09.2024             | Україна                | Україна                | 0/2                                                                                                | Іскандер-М/KN-23, Х-59/69  | не встановлено                                                                               |                       |                      |                          |                                                                                               |
| 03.09.2024             | Полтавська обл.        | Полтава                | 0/2                                                                                                | Іскандер-М                 | обстріл приміщень військових навчальних закладів, жертви: 58/328                             |                       |                      |                          |                                                                                               |
| 04.09.2024             | Львівська обл.         | Львів                  | 7/13                                                                                               | Іскандер-М, Х-47М2, Х-101* | влучання у житлові будинки, пошкодження навчальних закладів та медустанов, жертви: 8/47      |                       |                      |                          |                                                                                               |
| 04.09.2024             | Дніпропетровська обл.  | Кривий Ріг             | 7/13                                                                                               | Іскандер-М, Х-47М2, Х-101* | влучання у готель та пошкодження житлових багатоповерхівок, жертви: 0/5                      |                       |                      |                          |                                                                                               |
| 04.09.2024             | Україна                | Україна                | 7/13                                                                                               | Іскандер-М, Х-47М2, Х-101* | сім ракет перехоплено українською ППО                                                        |                       |                      |                          |                                                                                               |
| 04.09.2024             | Чорне море             | Чорне море             | 7/13                                                                                               | Х-22                       | наслідки влучання не встановлено                                                             |                       |                      |                          |                                                                                               |
| 04.09.2024             | Сумська обл.           | Бездрик                | —                                                                                                  | —                          | відомо про ракетний удар по військовій інфраструктурі                                        |                       |                      |                          |                                                                                               |
| 05.09.2024             | Україна                | Україна                | 0/1                                                                                                | Іскандер-М                 | не встановлено                                                                               |                       |                      |                          |                                                                                               |
| 06.09.2024             | Україна                | Україна                | 0/2                                                                                                | Х-59, Х-31П                | не встановлено                                                                               |                       |                      |                          |                                                                                               |
| 06.09.2024             | Дніпропетровська обл.  | Павлоград              | 0/2+                                                                                               | —                          | російські військові вдарили ракетами по об’єктам цивільної інфраструктури, жертви: 1/82      |                       |                      |                          |                                                                                               |
| РФ, Глушковський р-н   | РФ, Глушковський р-н   | M30 DPICM              | понтонний міст                                                                                     | 07.09.2024                 | Донецька обл.                                                                                | Селидове              | 0/1                  | Х-38МЛ                   | міст                                                                                          |
|                        |                        |                        | | 07.09.2024                 | Полтавська обл.                                                                              | Полтава               | 0/1                  | —                        | відомо про влучання по цивільній інфраструктурі                                               |
| Україна                | Україна                | ракета GMLRS           | засоби комплексу С-400                                                                             | 08.09.2024                 | Україна                                                                                      | Україна               | 4/4                  | Х-59                     | одна ракета перехоплена силами ППО, ще три не досягли своїх цілей внаслідок активної протидії |
|                        |                        |                        | | 09.09.2024                 | Дніпропетровська обл.                                                                        | Дніпропетровська обл. | 3/3                  | Х-59/69                  | дві ракети перехоплена силами ППО, ще одна не досягли своїх цілей внаслідок активної протидії |
| 10.09.2024             | Україна                | Україна                | 0/1                                                                                                | Іскандер-М                 | не встановлено                                                                               |                       |                      |                          |                                                                                               |
| 10.09.2024             | Одеська обл.           | острів Зміїний         | 0/1                                                                                                | Х-31П                      | не встановлено                                                                               |                       |                      |                          |                                                                                               |
| РФ, Тульська обл.      | РФ, Тульська обл.      | 5В28                   | газорозподільча станція                                                                            | 11.09.2024                 | Дніпропетровська обл.                                                                        | Кам'янський р-н       | 0/1                  | —                        | пошкоджена житлова забудова та спричинені руйнування є на одному з підприємств, жертви: 1/4   |
|                        |                        |                        | | 11.09.2024                 | Україна                                                                                      | Україна               | 0/1                  | Іскандер-М               | не встановлено                                                                                |
| Одеська обл.           | острів Зміїний         | 0/6                    | Х-31П                                                                                              | 11.09.2024                 | не встановлено                                                                               |                       |                      |                          |                                                                                               |
| Сумська обл.           | Суми                   | —                      | —                                                                                                  | 11.09.2024                 | відомо про ймовірний ракетний удар, без жертв                                                |                       |                      |                          |                                                                                               |
| РФ, Курська обл.       | РФ, Курська обл.       | ракета GMLRS           | ІСДМ «Земледелие»                                                                                  | 12.09.2024                 | Чернігівська обл.                                                                            |                       | 0/3                  | Іскандер-М, Х-59/69      | удари по сільськогосподарській інфраструктурі, без жертв                                      |
| РФ, Глушковський р-н   | РФ, Глушковський р-н   | ракета GMLRS           | понтонний міст, особовий склад                                                                     | 12.09.2024                 | Одеська обл.                                                                                 | острів Зміїний        | 0/2                  | Х-22/32                  | не встановлено                                                                                |
| Донецька обл.          | Маріуполь              | —                      | військова інфраструктура                                                                           | 12.09.2024                 | Чорне море                                                                                   | Чорне море            | 0/1                  | —                        | був завданий ракетний удар по судну з пшеницею для Єгипту під прапором Сент-Кіттс і Невіс     |
| Донецька обл.          | Глибоке                | Р-360 «Нептун»         | склад боєприпасів                                                                                  | 13.09.2024                 |                                                                                              |                       |                      |                          |                                                                                               |
|                        |                        |                        | | 14.09.2024                 | Одеська обл.                                                                                 | Одеський р-н          | 0/2                  | Іскандер-М               | пошкоджені житлові будинки та господарчі споруди, жертви: 2/1                                 |
| 15.09.2024             | Дніпропетровська обл.  | Дніпропетровська обл.  | 1/1                                                                                                | Х-59                       | перехоплено українською ППО                                                                  |                       |                      |                          |                                                                                               |
| Донецька обл.          | Донецьк                | ракета GMLRS           | особовий склад, полігон                                                                            | 17.09.2024                 | Сумська обл.                                                                                 | Суми                  | 0/1                  | —                        | вдарила балістичною ракетою по підприємству в Сумах, жертви: 0/1                              |
| Україна                | Україна                | ракета GMLRS           | військова техніка, особовий склад                                                                  | 17.09.2024                 |                                                                                              |                       |                      |                          |                                                                                               |
|                        |                        |                        | | 18.09.2024                 | Миколаївська обл.                                                                            | Баштанський р-н       | 0/3                  | Х-59                     | виникла пожежа сухої трави, пошкоджено сільськогосподарську техніку та зруйновано паркан      |
| 19.09.2024             | Дніпропетровська обл.  | Дніпропетровська обл.  | 1/1                                                                                                | Х-59/69                    | перехоплено українською ППО                                                                  |                       |                      |                          |                                                                                               |
| РФ, Журавлино          | РФ, Журавлино          | ракета GMLRS           | засоби комплексу С-400                                                                             | 20.09.2024                 | Донецька обл.                                                                                | Донецька обл.         | 0/3                  | —                        | не встановлено                                                                                |
|                        |                        |                        | | 20.09.2024                 | Україна                                                                                      | Україна               | 1/1                  | Х-59                     | перехоплено українською ППО                                                                   |
| Дніпропетровська обл.  | Дніпро                 | 0/1                    | —                                                                                                  | 20.09.2024                 | внаслідок ракетного удару частково зруйновано будівлю освітнього центру та авто, жертви: 0/2 |                       |                      |                          |                                                                                               |
| Одеська обл.           | Одеса                  | 0/2                    | Іскандер-М                                                                                         | 20.09.2024                 | пошкоджено припортову та цивільну інфраструктуру, і цивільне судно, жертви: 0/4              |                       |                      |                          |                                                                                               |
| Україна                | Україна                | ракета GMLRS           | військова техніка                                                                                  | 21.09.2024                 | Сумська обл.                                                                                 | Шапошникове           | 0/1                  | —                        | зафіксовано невдалу спробу атаки військову техніку ЗСУ                                        |
|                        |                        |                        | | 21.09.2024                 | Дніпропетровська обл.                                                                        | Кривий Ріг            | 0/4                  | Іскандер-М/KN-23         | атаковано житлову забудову міста та інші об'єкти, жертви: 3/3                                 |
| Дніпропетровська обл.  | Дніпропетровська обл.  | Іскандер-М/KN-23       | не встановлено                                                                                     | 21.09.2024                 |                                                                                              |                       | 0/4                  |                          |                                                                                               |
| Дніпропетровська обл.  | Дніпропетровська обл.  | 5/5                    | Х-59/69                                                                                            | 21.09.2024                 | перехоплено українською ППО                                                                  |                       |                      |                          |                                                                                               |
| 22.09.2024             | Україна                | Україна                | 0/2                                                                                                | Х-59/69                    | не встановлено                                                                               |                       |                      |                          |                                                                                               |
| РФ, Курська обл.       | РФ, Курська обл.       | ракета GMLRS           | військова техніка, гаубиці                                                                         | 23.09.2024                 | Запорізька обл.                                                                              | Запоріжжя             | 0/1                  | Іскандер                 | відомо про удар по промисловому об'єкту                                                       |
| РФ, Курська обл.       | РФ, Курська обл.       | ракета GMLRS           | ЗРК «Бук-М3»                                                                                       | 23.09.2024                 |                                                                                              |                       |                      |                          |                                                                                               |
| РФ, не встановлено     | РФ, не встановлено     | MGM-140A               | військова інфраструктура                                                                           | 24.09.2024                 | Україна                                                                                      | Україна               | 0/4                  | Іскандер-М, Х-59/69      | не встановлено                                                                                |
| Запорізька обл.        | Запорізька обл.        | ракета GMLRS           | військова інфраструктура                                                                           | 25.09.2024                 | Харківська обл.                                                                              | Харківська обл.       | 0/3                  | —                        | не встановлено                                                                                |
| схід України           | схід України           | ракета GMLRS           | РЛС «Зоопарк-1М»                                                                                   | 25.09.2024                 | Одеська обл.                                                                                 | Одеська обл.          | 4/4                  | Х-59/69                  | перехоплено українською ППО                                                                   |
| Донецька обл.          | Донецька обл.          | ракета GMLRS           | колона вантажівок                                                                                  | 25.09.2024                 |                                                                                              |                       |                      |                          |                                                                                               |
| РФ, Филипова           | РФ, Филипова           | ракета GMLRS           | ЗРК С-400                                                                                          | 26.09.2024                 | Сумська обл.                                                                                 | Сумська обл.          | 0/2                  | —                        | не встановлено                                                                                |
| РФ, Волоконськ         | РФ, Волоконськ         | ракета GMLRS           | МТ-ЛБ із модулем Град-1                                                                            | 26.09.2024                 | Одеська обл.                                                                                 | Одеська обл.          | 4/4                  | Х-59/69                  | перехоплено українською ППО                                                                   |
|                        |                        |                        | | 26.09.2024                 | Хмельницька обл.                                                                             | Старокостянтинів      | 0/3                  | Х-47М2                   | не встановлено                                                                                |
| 27.09.2024             | Дніпропетровська обл.  | Дніпро                 | 0/1                                                                                                | —                          | унаслідок ракетного удару сталося руйнування й виникла пожежа на промисловому об'єкті        |                       |                      |                          |                                                                                               |
| 27.09.2024             | Дніпропетровська обл.  | Кривий Ріг             | 0/1                                                                                                | балістична ракета          | не встановлено                                                                               |                       |                      |                          |                                                                                               |
| 27.09.2024             | Чорне море             | Чорне море             | 0/2                                                                                                | Х-22                       | не встановлено                                                                               |                       |                      |                          |                                                                                               |
| 27.09.2024             | Хмельницька обл.       | Старокостянтинів       | 0/2                                                                                                | Х-47М2                     | не встановлено                                                                               |                       |                      |                          |                                                                                               |
| 27.09.2024             | Харківська обл.        | Харківська обл.        | 0/1                                                                                                | Х-38                       | ворогом було опубліковане відео ураження мосту на прифронтовій території                     |                       |                      |                          |                                                                                               |
| 28.09.2024             | Україна                | Україна                | 2/4                                                                                                | Х-59/69, Іскандер-М        | не встановлено                                                                               |                       |                      |                          |                                                                                               |
| 28.09.2024             | Одеська обл.           | Одеська обл.           | 0/1                                                                                                | —                          | відбулося займання та часткове руйнування бази відпочинку, згоріли легкові авто              |                       |                      |                          |                                                                                               |
| не встановлено         | не встановлено         | ракета GMLRS           | російські позиції                                                                                  | 29.09.2024                 |                                                                                              |                       |                      |                          |                                                                                               |
|                        |                        |                        | | 30.09.2024                 | Миколаївська обл.                                                                            | Казанка               | 0/1                  | Іскандер-М               | удар по залізниці, виникла пожежа на об’єкті критичної інфраструктури                         |
| Чорне море             | Чорне море             | 0/1                    | Х-31П                                                                                              | 30.09.2024                 | не встановлено                                                                               |                       |                      |                          |                                                                                               |
| Дніпропетровська обл.  | Дніпропетровська обл.  | 1/1                    | Х-59/69                                                                                            | 30.09.2024                 | перехоплено українською ППО                                                                  |                       |                      |                          |                                                                                               |
| Харківська обл.        | Харківська обл.        | 0/1                    | Х-38                                                                                               | 30.09.2024                 | ворогом було опубліковане відео ураження мосту на прифронтовій території                     |                       |                      |                          |                                                                                               |

*Х-101/Х-555/Х-55

### Жовтень
Зафіксовано щонайменше 86 ракет з російського боку, 15 ракет було перехоплено силами ППО.
| Удари завдані Україною | Удари завдані Україною | Удари завдані Україною | Удари завдані Україною              | дата                | Удари завдані Росією                                                                  | Удари завдані Росією | Удари завдані Росією | Удари завдані Росією | Удари завдані Росією                                                                     |
| регіон                 | місце                  | ракети                 | влучання                            | дата                | регіон                                                                                | місце                | ракети               | ракети               | влучання, загиблі/поранені                                                               |
| ---------------------- | ---------------------- | ---------------------- | ----------------------------------- | ------------------- | ------------------------------------------------------------------------------------- | -------------------- | -------------------- | -------------------- | ---------------------------------------------------------------------------------------- |
|                        |                        |                        |                                     | 01.10.2024          | Одеська обл.                                                                          | Одеський р-н         | 0/1                  | —                    | не встановлено                                                                           |
| РФ, Курчатов           | РФ, Курчатов           | ракета GMLRS           | військова інфраструктура            | 03.10.2024          |                                                                                       |                      |                      |                      |                                                                                          |
| схід України           | схід України           | MGM-140A               | РЛК «Небо-М»                        | 03.10.2024          |                                                                                       |                      |                      |                      |                                                                                          |
| Донецька обл.          | Авдіївка               | Storm Shadow           | командні пункти, військова інф-рф   | 04.10.2024          | Сумська обл.                                                                          | Мелячиха             | 0/1                  | —                    | заявлений удар по військовій техніці ЗСУ                                                 |
| Луганська обл.         | Біловодськ             | ракета GMLRS           | територія комбікормового заводу     | 05.10.2024          | Україна                                                                               | Україна              | 3/3                  | Х-59/69              | унаслідок активної протидії засобів РЕБ керовані авіаційні ракети не досягли своїх цілей |
|                        |                        |                        |                                     | 06.10.2024          | Україна                                                                               | Україна              | 2/3                  | Х-59, Іскандер       | не встановлено                                                                           |
| Одеська обл.           | порт Південний         | 0/1                    | —                                   | 06.10.2024          | росіяни завдали удару по цивільному судну під прапором Сент-Кіттс і Невіс             |                      |                      |                      |                                                                                          |
| не встановлено         | не встановлено         | M30 DPICM              | 2С7 «Піон»                          | 07.10.2024          | Україна                                                                               | Україна              | 0/2                  | Х-59, Іскандер-М     | не встановлено                                                                           |
|                        |                        |                        |                                     | 07.10.2024          | Одеська обл.                                                                          | Одеса                | 0/1                  | Х-59, Іскандер-М     | балістична ракета пошкодила цивільне судно під прапором Палау, жертви: 1/5               |
| Дніпропетровська обл.  | Павлоград              | 0/1                    | удар по цехах промислового об'єкту  | 07.10.2024          |                                                                                       |                      |                      | Х-59, Іскандер-М     |                                                                                          |
| Хмельницька обл.       | Старокостянтинів       | 2/3                    | Х-47М2                              | 07.10.2024          | відомо про влучання в районі аеродрому                                                |                      |                      |                      |                                                                                          |
| Чернігівська обл.      | Чернігівська обл.      | 1/1                    | Х-59                                | 07.10.2024          | піротехніки ДСНС знешкодили авіаційну ракету                                          |                      |                      |                      |                                                                                          |
| Луганська обл.         | Чорнухине              | ракета GMLRS           | РЛС 35Н6 «Каста»                    | 08.10.2024          | Одеська обл.                                                                          | Одеська обл.         | 0/2                  | Іскандер-М           | не встановлено                                                                           |
| Херсонська обл.        | Рибальче               | ракета GMLRS           | особовий склад                      | 08.10.2024          |                                                                                       |                      |                      |                      |                                                                                          |
|                        |                        |                        |                                     | 09.10.2024          | Полтавська обл.                                                                       | Полтавська обл.      | 0/3                  | Іскандер-М/KN-23     | пошкоджено промисловий об'єкт, про жертви чи постраждалих не повідомлено                 |
| Дніпропетровська обл.  | Дніпро                 | —                      | —                                   | 09.10.2024          | ймовірний ракетний удар, наслідки не встановлені                                      |                      |                      |                      |                                                                                          |
| Дніпропетровська обл.  | Дніпровський р-н       | 0/1+                   | Іскандер-М                          | 09.10.2024          | заявлена атака по засобах ППО                                                         |                      |                      |                      |                                                                                          |
| Одеська обл.           | Одеська обл.           | 0/2                    | Іскандер-М                          | 09.10.2024          | удар по портовій інфраструктурі та цивільному судну під прапором Панами, жертви: 7/6  |                      |                      |                      |                                                                                          |
| Миколаївська обл.      | Миколаїв               | 0/2+                   | Х-59/69                             | 09.10.2024          | удар по інфраструктурному об'єкту на околицях Миколаєва, пошкоджені складські будівлі |                      |                      |                      |                                                                                          |
| РФ, Октябрьскій        | РФ, Октябрьскій        | Р-360 «Нептун»         | склад боєприпасів та БпЛА           | 10.10.2024          | Одеська обл.                                                                          | Одеська обл.         | 0/5                  | Х-31П                | не встановлено                                                                           |
|                        |                        |                        |                                     | 10.10.2024          | Полтавська обл.                                                                       | Полтавська обл.      | 0/5                  | Х-59/69, Іскандер-М  | були уражені цивільні та критично важливі об’єкти інфраструктури                         |
| Донецька обл.          |                        |                        |                                     | 10.10.2024          |                                                                                       |                      | 0/5                  | Х-59/69, Іскандер-М  | були уражені цивільні та критично важливі об’єкти інфраструктури                         |
| Донецька обл.          | Донецька обл.          | 0/1                    | Х-38                                | 10.10.2024          | ворогом було опубліковане відео ураження мосту на прифронтовій території              |                      |                      |                      |                                                                                          |
| 11.10.2024             | Одеська обл.           | Одеський р-н           | 0/2                                 | Х-31П, Іскандер     | сталося руйнування двоповерхової будівлі, де перебували цивільні, жертви: 4/10        |                      |                      |                      |                                                                                          |
| 11.10.2024             | Миколаївська обл.      | Миколаїв               | 0/2                                 | Іскандер-М          | завдано удар по об'єкту критичної інфраструктури міста, жертви: 0/3                   |                      |                      |                      |                                                                                          |
| 12.10.2024             | Донецька обл.          | Єлизаветівка           | 0/1                                 | Х-38                | ворогом було опубліковане відео ураження мосту на прифронтовій території              |                      |                      |                      |                                                                                          |
| 12.10.2024             | Україна                | Україна                | 0/2+                                | —                   | не встановлено                                                                        |                      |                      |                      |                                                                                          |
| 13.10.2024             | Україна                | Україна                | 0/4                                 | Х-59/69, Іскандер-М | не встановлено                                                                        |                      |                      |                      |                                                                                          |
| 13.10.2024             | Сумська обл.           | Суми                   | 0/4                                 | Х-59/69, Іскандер-М | не встановлено                                                                        |                      |                      |                      |                                                                                          |
| 13.10.2024             | Донецька обл.          | Селидове               | 0/1                                 | Х-38                | було опубліковане відео ураження промислової споруди на прифронтовій території        |                      |                      |                      |                                                                                          |
| Херсонська обл.        | Раденськ               | ракета GMLRS           | 2С7 «Піон»                          | 14.10.2024          | Одеська обл.                                                                          | Одеса                | 0/1                  | Іскандер             | ударом по порту пошкоджено 2 цивільні судна під прапорами Палау та Белізу, жертви: 1/8   |
| Запорізька обл.        | Запорізька обл.        | M30 DPICM              | удар по полігону з особовим складом | 15.10.2024          | північ України                                                                        | північ України       | 0/2                  | Х-59                 | не встановлено                                                                           |
|                        |                        |                        |                                     | 15.10.2024          | Одеська обл.                                                                          | Одеська обл.         | 0/1                  | —                    | відомо про ймовірний ракетний удар балістикою, подробиці не встановлено                  |
| Запорізька обл.        | Запорізька обл.        | M30 DPICM              | удар по полігону з особовим складом | 16.10.2024          | Чернігівська обл.                                                                     | Чернігівська обл.    | 0/1                  | Х-59                 | не встановлено                                                                           |
|                        |                        |                        |                                     | 16.10.2024          | Сумська обл.                                                                          | Сумська обл.         | 1/1                  | Х-59                 | піротехніки ДСНС знешкодили авіаційну ракету                                             |
| 17.10.2024             | Україна                | Україна                | 0/1                                 | Х-59                | не встановлено                                                                        |                      |                      |                      |                                                                                          |
| Запорізька обл.        | Запорізька обл.        | ракета GMLRS           | група військових на мотоциклах      | 18.10.2024          |                                                                                       |                      |                      |                      |                                                                                          |
| Миколаївська обл.      | Кінбурнська коса       | ракета GMLRS           | особовий склад                      | 19.10.2024          | Україна                                                                               | Україна              | 4/6                  | Х-59/69              | не встановлено                                                                           |
|                        |                        |                        |                                     | 19.10.2024          | Одеська обл.                                                                          | Одеса                | 4/6                  | Х-59/69              | внаслідок удару однієї з ракет відбулася пожежа в житловому будинку                      |
| Дніпропетровська обл.  | Кривий Ріг             | 0/2                    | Іскандер-М                          | 19.10.2024          | подвійним ударом пошкоджені цивільні будівлі та багатоквартирні будинки, жертви: 0/17 |                      |                      |                      |                                                                                          |
| Дніпропетровська обл.  | 20.10.2024             | Кривий Ріг             |                                     |                     | пошкоджені готель, п’ять багатоповерхівок, об’єкт культури, жертви: 0/4               |                      |                      |                      |                                                                                          |
| Одеська обл.           | 20.10.2024             | Одеський р-н           | 0/2                                 | Х-31П, Х-35         | ракетна атака на припортову інфраструктуру                                            |                      |                      |                      |                                                                                          |
| Донецька обл.          | Донецька обл.          | ракета GMLRS           | станція РЕБ Р-934Б «Сініца»         | 21.10.2024          | Запорізька обл.                                                                       | Запоріжжя            | 0/1                  | Іскандер-М           | дитячий садочок, гуртожитки, житлові будинки, жертви: 3/16                               |
|                        |                        |                        |                                     | 21.10.2024          | Дніпропетровська обл.                                                                 | Кривий Ріг           | 0/1                  | —                    | атака по цивільній інфраструктурі, пошкоджено об’єкт культури                            |
| 23.10.2024             | Одеська обл.           | Одеська обл.           | 0/1                                 | Х-31П               | не встановлено                                                                        |                      |                      |                      |                                                                                          |
| 24.10.2024             | Чорне море             | Чорне море             | 0/2                                 | Х-22                | не встановлено                                                                        |                      |                      |                      |                                                                                          |
| 24.10.2024             | Україна                | Україна                | 0/2                                 | Х-59                | не встановлено                                                                        |                      |                      |                      |                                                                                          |
| 26.10.2024             | Дніпропетровська обл.  | Дніпро                 | 0/3                                 | Іскандер-М/KN-23    | пошкоджені 10+ багатоповерхівок, приватні будинки, медичний заклад, жертви: 5/21      |                      |                      |                      |                                                                                          |
| 26.10.2024             | Сумська обл.           | В'язове                | 0/4                                 | Х-59, —             | не встановлено                                                                        |                      |                      |                      |                                                                                          |
| 26.10.2024             | Сумська обл.           | Суми                   | 0/4                                 | Х-59, —             | внаслідок обстрілу пошкоджено адміністративну будівлю                                 |                      |                      |                      |                                                                                          |
| АР Крим                | Русаківка              | MGM-140A               | ймовірне ураження ЗРК С-300/С-400   | 27.10.2024          |                                                                                       |                      |                      |                      |                                                                                          |
| Луганська обл.         | Луганськ               | —                      | склад боєприпасів, військова інф-ра | 29.10.2024          | Дніпропетровська обл.                                                                 | Кривий Ріг           | 0/1                  | Іскандер-М           | пошкоджені 11 багатоквартирних будинків, клініка, школа, адмінбудівля, жертви: 1/14      |
|                        |                        |                        |                                     | 29.10.2024          | Одеська обл.                                                                          | Одеський р-н         | 0/2                  | Х-31П                | ракети не досягли своїх цілей, осколками вбили 71-річного цивільного, жертви: 1/0        |
| Херсонська обл.        | Скадовськ              | ракета GMLRS           | військова інфраструктура            | 30.10.2024          | Сумська обл.                                                                          | Суми                 | 0/1                  | —                    | удар ракетою невстановленого типу по приватному сектору, жертви: 0/2                     |
| Запорізька обл.        | Запорізька обл.        | ракета GMLRS           | особовий склад                      | 30.10.2024          |                                                                                       |                      |                      |                      |                                                                                          |
| Україна                | Україна                | ракета GMLRS           | ЗРК 9К37 «Бук»                      | 31.10.2024          | Одеська обл.                                                                          | Одеська обл.         | 2/8                  | Х-59/69              | відомо про удари по мосту в Затоці                                                       |
|                        |                        |                        |                                     | 31.10.2024          | Донецька обл.                                                                         | Краматорськ          | 0/2                  | Іскандер-М/KN-23     | не встановлено                                                                           |

### Листопад
- Масований ракетний обстріл України 17 листопада 2024
- Масований ракетний обстріл України 28 листопада 2024
- Ракетний удар по багатоповерхівці в Сумах

Зафіксовано щонайменше 271 ракету з російського боку, 206 ракет було перехоплено силами ППО, щонайменше 1 ракета передчасно впала/не здетонувала.
18 листопада стало відомо що російські окупанти почали застосовувати крилаті ракети Х-101 із застарілими радянськими двигунами Р-95-300.
| Удари завдані Україною | Удари завдані Україною  | Удари завдані Україною                           | Удари завдані Україною                                                 | дата              | Удари завдані Росією                                                                                  | Удари завдані Росією       | Удари завдані Росією | Удари завдані Росією        | Удари завдані Росією                                                               |
| регіон                 | місце                   | ракети                                           | влучання                                                               | дата              | регіон                                                                                                | місце                      | ракети               | ракети                      | влучання, загиблі/поранені                                                         |
| ---------------------- | ----------------------- | ------------------------------------------------ | ---------------------------------------------------------------------- | ----------------- | --- | -------------------------- | -------------------- | --------------------------- | ---------------------------------------------------------------------------------- |
| Запорізька обл.        | Івана Франка            | ракета GMLRS                                     | особовий склад, вантажівки                                             | 01.11.2024        | Україна                                                                                               | Україна                    | 1/3                  | Х-59/69                     | 1 ракета перехоплена українською ППО                                               |
| Донецька обл.          | Моспине                 | MGM-140A                                         | ураження ЗРК С-300/С-400                                               | 01.11.2024        | Одеська обл.                                                                                          | Одеса                      | 1/3                  | Х-59/69                     | відомо про пошкодження рятувальної частини ракетним ударом, жертви: 0/2            |
|                        |                         |                                                  |                                                                        | 01.11.2024        | Дніпропетровська обл.                                                                                 | Дніпро                     | 0/1                  | —                           | пошкоджень зазнала дитяча школа хореографії                                        |
| Херсонська обл.        | Херсон                  | 0/1                                              | —                                                                      | 01.11.2024        | цивільна інфраструктура, жертви: 0/2                                                                  |                            |                      |                             |                                                                                    |
| 02.11.2024             | Україна                 | Україна                                          | 0/1                                                                    | Х-31П             | не встановлено                                                                                        |                            |                      |                             |                                                                                    |
| не встановлено         | не встановлено          | Україна                                          | —                                                                      | особовий склад    | 03.11.2024                                                                                            | 1/1                        | Х-59/69              | перехоплено українською ППО |                                                                                    |
|                        |                         |                                                  |                                                                        | 04.11.2024        | Дніпропетровська обл.                                                                                 | Дніпропетровська обл.      | 0/1                  | Іскандер-М                  | пошкоджено інфраструктуру, без жертв                                               |
| 05.11.2024             | Україна                 | Україна                                          | 2/2                                                                    | Х-59/69           | перехоплено українською ППО                                                                           |                            |                      |                             |                                                                                    |
| 05.11.2024             | Запорізька обл.         | Запоріжжя                                        | 0/1                                                                    | —                 | удар по об'єкту інфраструктури, жертви: 6/9                                                           |                            |                      |                             |                                                                                    |
| 06.11.2024             | Одеська обл.            | Одеська обл.                                     | 0/2                                                                    | Х-31П, Х-59       | не встановлено                                                                                        |                            |                      |                             |                                                                                    |
| 08.11.2024             | Україна                 | Україна                                          | 4/4                                                                    | Х-59/69           | 4 ракети типу Х-59/69 перехоплені українською ППО                                                     |                            |                      |                             |                                                                                    |
| 08.11.2024             | Україна                 | Україна                                          | 0/1                                                                    | Іскандер-М        | не встановлено                                                                                        |                            |                      |                             |                                                                                    |
| 08.11.2024             | Миколаївська обл.       | Миколаїв                                         | 0/1                                                                    | Іскандер-М        | не встановлено                                                                                        |                            |                      |                             |                                                                                    |
| 08.11.2024             | Сумська обл.            | Суми                                             | 0/1                                                                    | —                 | критична інфраструктура                                                                               |                            |                      |                             |                                                                                    |
| 09.11.2024             | Сумська обл.            | Шостка                                           | 0/1                                                                    | —                 | зруйновано будівлю підприємства                                                                       |                            |                      |                             |                                                                                    |
| Запорізька обл.        | Новоолександрівка       | ракета GMLRS                                     | військова техніка та особовий склад                                    | 10.11.2024        | |                            |                      |                             |                                                                                    |
|                        |                         |                                                  |                                                                        | 11.11.2024        | Запорізька обл.                                                                                       | Запорізька обл.            | 2/2                  | Х-59/69                     | перехоплено українською ППО                                                        |
| Дніпропетровська обл.  | Кривий Ріг              | 0/1                                              | —                                                                      | 11.11.2024        | влучання ракети у житлову багатоповерхівку, жертви: 4/14                                              |                            |                      |                             |                                                                                    |
| 12.11.2024             | Чернігівська обл.       | Чернігівська обл.                                | 0/2                                                                    | Х-59/69           | не встановлено                                                                                        |                            |                      |                             |                                                                                    |
| 13.11.2024             | Україна                 | Україна                                          | 2/2                                                                    | Іскандер-М/KN-23  | перехоплено українською ППО                                                                           |                            |                      |                             |                                                                                    |
| 13.11.2024             | Україна                 | Україна                                          | 2/2                                                                    | Х-101*            | перехоплено українською ППО                                                                           |                            |                      |                             |                                                                                    |
| РФ, Бєлгород           | РФ, Бєлгород            | ракета GMLRS                                     | склад із військовою технікою                                           | 14.11.2024        | |                            |                      |                             |                                                                                    |
| не встановлено         | не встановлено          | ракета GMLRS                                     | 2х БМ-21 «Град»                                                        | 15.11.2024        | Одеська обл.                                                                                          | Одеська обл.               | 1/2                  | Х-59/69                     | перехоплено українською ППО, влучання у житлову забудову, жертви: 1/10             |
|                        |                         |                                                  |                                                                        | 16.11.2024        | Миколаївська обл.                                                                                     | Миколаїв                   | 0/1                  | Іскандер-М                  | був атакований промисловий об'єкт, без жертв                                       |
| Запорізька обл.        | Таврія                  | ракета GMLRS                                     | особовий склад                                                         | 17.11.2024        | Київська обл., Україна                                                                                | Київська обл., Україна     | 7/8                  | Х-47М2                      | не встановлено                                                                     |
|                        |                         |                                                  |                                                                        | 17.11.2024        | Київська обл., Україна                                                                                | Київська обл., Україна     | 4/4                  | Х-22/Х-31П                  | перехоплено українською ППО                                                        |
| 5/5                    | Х-59/69                 | перехоплено українською ППО                      |                                                                        | 17.11.2024        | Київська обл., Україна                                                                                | Київська обл., Україна     |                      |                             |                                                                                    |
| Київ                   | Київ                    | 1/1                                              | 3M22                                                                   | 17.11.2024        | влучання уламків ракети у житловий будинок                                                            |                            |                      |                             |                                                                                    |
| Київ                   | Київ                    | 85/101                                           | Калібр, Х-101*                                                         | 17.11.2024        | пошкоджені житлові багатоповерхові будинки, жертви: 0/1                                               |                            |                      |                             |                                                                                    |
| Львівська обл.         | Шептицький р-н          | 85/101                                           | Калібр, Х-101*                                                         | 17.11.2024        | влучання у трубу теплопостачання і нежитлові споруди, жертви: 1/2                                     |                            |                      |                             |                                                                                    |
| Івано-Франківська обл. | Івано-Франківська обл.  | 85/101                                           | Калібр, Х-101*                                                         | 17.11.2024        | був атакований об'єкт критичної інфраструктури, пошкоджено житло                                      |                            |                      |                             |                                                                                    |
| Рівненська обл.        | Рівне                   | 85/101                                           | Калібр, Х-101*                                                         | 17.11.2024        | був атакований об'єкт енергетичної інфраструктури, пошкоджено житло                                   |                            |                      |                             |                                                                                    |
| Волинська обл.         | Волинська обл.          | 85/101                                           | Калібр, Х-101*                                                         | 17.11.2024        | був атакований об'єкт енергетичної інфраструктури                                                     |                            |                      |                             |                                                                                    |
| Вінницька обл.         | Вінницька обл.          | 85/101                                           | Калібр, Х-101*                                                         | 17.11.2024        | влучання в об'єкти критичної інфраструктури                                                           |                            |                      |                             |                                                                                    |
| Полтавська обл.        | Кременчуцький р-н       | 85/101                                           | Калібр, Х-101*                                                         | 17.11.2024        | пошкоджено скління 6 багатоповерхівок, жертви: 0/1                                                    |                            |                      |                             |                                                                                    |
| Дніпропетровська обл.  | Кривий Ріг              | 85/101                                           | Калібр, Х-101*                                                         | 17.11.2024        | атаковано об'єкт інфраструктури, пошкоджено житловий секторі та дві школи                             |                            |                      |                             |                                                                                    |
| Дніпропетровська обл.  | Дніпро                  | 85/101                                           | Калібр, Х-101*                                                         | 17.11.2024        | пошкоджені багатоповерхівки, навчальний заклад та автівка, жертви: 0/1                                |                            |                      |                             |                                                                                    |
| Запорізька обл.        | Запоріжжя               | 85/101                                           | Калібр, Х-101*                                                         | 17.11.2024        | влучання у об'єкт критичної інфраструктури, жертви: 0/2                                               |                            |                      |                             |                                                                                    |
| Одеська обл.           | Одеса                   | 85/101                                           | Калібр, Х-101*                                                         | 17.11.2024        | був атакований об'єкт енергетичної інфраструктури, зруйноване житло, жертви: 2/1                      |                            |                      |                             |                                                                                    |
| Дніпропетровська обл.  | Кривий Ріг              | 0/1                                              | Іскандер-М                                                             | 17.11.2024        | атаковано об'єкт інфраструктури, пошкоджено житловий секторі та дві школи                             |                            |                      |                             |                                                                                    |
| Сумська обл.           | Сумська обл.            | 0/1                                              | Х-59/69                                                                | 17.11.2024        | не встановлено                                                                                        |                            |                      |                             |                                                                                    |
| Сумська обл.           | Суми                    | 0/2                                              | Іскандер-М                                                             | 17.11.2024        | влучання російської балістичної ракети у житловий багатоповерховий будинок                            |                            |                      |                             |                                                                                    |
| 18.11.2024             | Одеська обл.            | Одеса                                            | 0/1                                                                    | —                 | влучання у двір житлових багатоповерхівок, жертви: 8/39                                               |                            |                      |                             |                                                                                    |
| РФ, Карачев            | РФ, Карачев             | MGM-140A                                         | 67-й арсенал ГРАУ                                                      | 19.11.2024        | |                            |                      |                             |                                                                                    |
| РФ, Мар'їно            | РФ, Мар'їно             | Storm Shadow                                     | командний пункт, військова інф-ра                                      | 20.11.2024        | Дніпропетровська обл.                                                                                 | Дніпропетровська обл.      | 2/5                  | Х-59/69                     | не встановлено                                                                     |
|                        |                         |                                                  |                                                                        | 20.11.2024        | Чернігівська обл.                                                                                     | Чернігівська обл.          | 2/5                  | Х-59/69                     | не встановлено                                                                     |
| Сумська обл.           | Конотоп                 | відомо про пошкодження промислового підприємства |                                                                        | 20.11.2024        | |                            | 2/5                  | Х-59/69                     |                                                                                    |
| Запорізька обл.        | Запорізька обл.         | ракета GMLRS                                     | удар по полігону з особовим складом                                    | 21.11.2024        | Дніпропетровська обл.                                                                                 | Дніпро                     | 0/1                  | Орєшнік                     | пошкоджене підприємство, будинки, гаражі, будівля центру реабілітації, жертви: 0/2 |
|                        |                         |                                                  |                                                                        | 21.11.2024        | Дніпропетровська обл.                                                                                 | Дніпро                     | 0/1                  | Х-47М2                      | пошкоджене підприємство, будинки, гаражі, будівля центру реабілітації, жертви: 0/2 |
| 6/7                    | Х-101*                  | перехоплено українською ППО                      |                                                                        | 21.11.2024        | Дніпропетровська обл.                                                                                 | Дніпро                     |                      |                             |                                                                                    |
| Кривий Ріг             | 0/1                     | —                                                | пошкоджена адмінбудівля, дві житлові двоповерхівки, авто, жертви: 0/12 | 21.11.2024        | Дніпропетровська обл.                                                                                 |                            |                      |                             |                                                                                    |
| Запорізька обл.        | Бердянськ               | Р-360 «Нептун»                                   | удар по танкеру в порту                                                | 22.11.2024        | Дніпропетровська обл.                                                                                 | Авіаторське                | 0/1                  | Іскандер                    | зафіксовано ураження МіГ-29 ПС ЗСУ                                                 |
| РФ, Велике Жирово      | РФ, Велике Жирово       | MGM-140A                                         | уражено ЗРК С-400                                                      | 23.11.2024        | |                            |                      |                             |                                                                                    |
|                        |                         |                                                  |                                                                        | 24.11.2024        | Сумська обл.                                                                                          | Коровинці                  | 0/1                  | —                           | пошкоджено два приватні житлові будинки                                            |
| РФ, Халіно             | РФ, Халіно              | MGM-140A                                         | відомо про атаку аеропорту                                             | 25.11.2024        | Одеська обл.                                                                                          | Одеса                      | 0/1                  | балістична ракета           | пошкоджена цивільна інфраструктура, зокрема житлові будинки, жертви: 0/11          |
|                        |                         |                                                  |                                                                        | 25.11.2024        | Одеська обл.                                                                                          | Білгород-Дністровський р-н | 1/1                  | Іскандер-М                  | перехоплено українською ППО                                                        |
| Сумська обл.           | Сумський р-н            | 0/1                                              | балістична ракета                                                      | 25.11.2024        | не встановлено                                                                                        |                            |                      |                             |                                                                                    |
| 26.11.2024             | Україна                 | Україна                                          | 0/4                                                                    | Іскандер-М        | не встановлено                                                                                        |                            |                      |                             |                                                                                    |
| 26.11.2024             | Одеська обл.            | Білгород-Дністровський р-н                       | 0/1                                                                    | балістична ракета | не встановлено                                                                                        |                            |                      |                             |                                                                                    |
| 28.11.2024             | Україна                 | Україна                                          | 79/88                                                                  | —                 | атаковано житлові будинки та об'єкти енергетики у різних регіонах України                             |                            |                      |                             |                                                                                    |
| 28.11.2024             | Львівська обл.          | Стрий                                            | 79/88                                                                  | —                 | відомо про влучання у об'єкти енергетичної інфраструктури                                             |                            |                      |                             |                                                                                    |
| 28.11.2024             | Івано-Франківська обл.  | Івано-Франківська обл.                           | 79/88                                                                  | —                 | внаслідок російської атаки були пошкоджені приватні будинки                                           |                            |                      |                             |                                                                                    |
| 28.11.2024             | Чернівецька обл.        | Чернівецька обл.                                 | 79/88                                                                  | —                 | сили ППО збили одну ракету, уламки пошкодили житлові будинки                                          |                            |                      |                             |                                                                                    |
| 28.11.2024             | Волинська обл.          | Луцьк                                            | 79/88                                                                  | —                 | атаковано об'єкти енергетичної інфраструктури                                                         |                            |                      |                             |                                                                                    |
| 28.11.2024             | Рівненська обл.         | Рівне                                            | 79/88                                                                  | —                 | атаковано об'єкти енергетичної інфраструктури                                                         |                            |                      |                             |                                                                                    |
| 28.11.2024             | Хмельницька обл.        | Хмельницька обл.                                 | 79/88                                                                  | —                 | пошкоджене господарське приміщення і приватний будинок                                                |                            |                      |                             |                                                                                    |
| 28.11.2024             | Вінницька обл.          | Жабелівка                                        | 79/88                                                                  | —                 | зазнали житлові будинки, жертви: 0/1                                                                  |                            |                      |                             |                                                                                    |
| 28.11.2024             | Кіровоградська обл.     | Кіровоградська обл.                              | 79/88                                                                  | —                 | не встановлено                                                                                        |                            |                      |                             |                                                                                    |
| 28.11.2024             | Сумська обл.            | Шостка                                           | 79/88                                                                  | —                 | пошкоджено близько 10 приватних будинків у віддаленому районі міста                                   |                            |                      |                             |                                                                                    |
| 28.11.2024             | Одеська обл.            | Одеський р-н                                     | 79/88                                                                  | —                 | відомо про удари по об'єктах енергетики та пошкодження шести житлових приватних будинків, жертви: 0/3 |                            |                      |                             |                                                                                    |
| 28.11.2024             | РФ, Ікі-Бурульський р-н | РФ, Ікі-Бурульський р-н                          | 1/1                                                                    | Х-101*            | відомо про щонайменше одну ракету що передчасно впала на території РФ                                 |                            |                      |                             |                                                                                    |
| АР Крим                | Курганне                | —                                                | уражено невстановлений ЗРК                                             | 29.11.2024        | |                            |                      |                             |                                                                                    |
| РФ, Курська обл.       | РФ, Курська обл.        | ракета GMLRS                                     | скупення піхоти                                                        | 30.11.2024        | Дніпропетровська обл.                                                                                 | Царичанка                  | 0/1                  | —                           | пошкоджена цивільна забудова, житловий будинок та магазин у селищі, жертви: 4/24   |

*Х-101/Х-555/Х-55